# Lâu đài Tratzberg

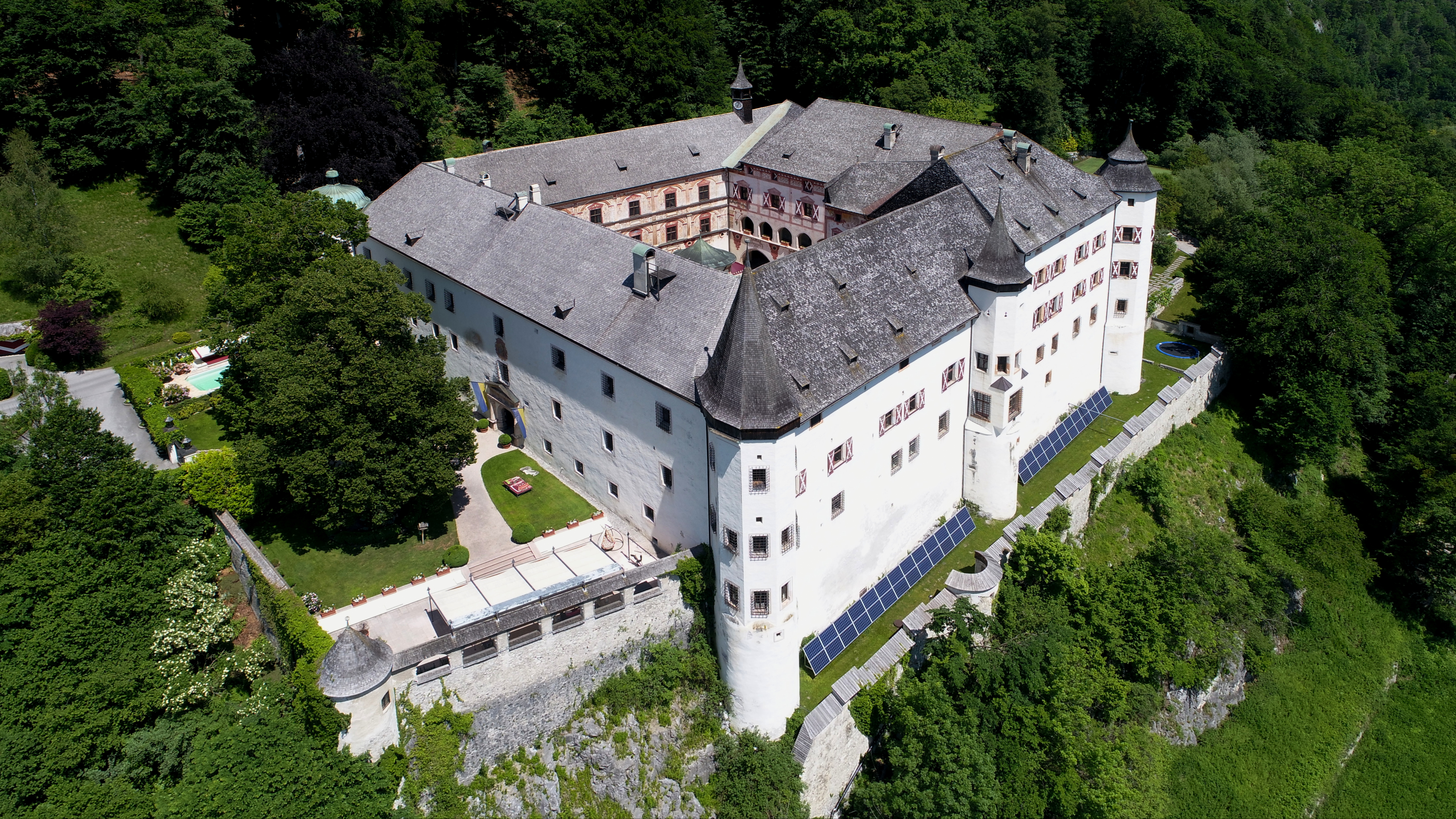
Tratzberg Castle(2017)

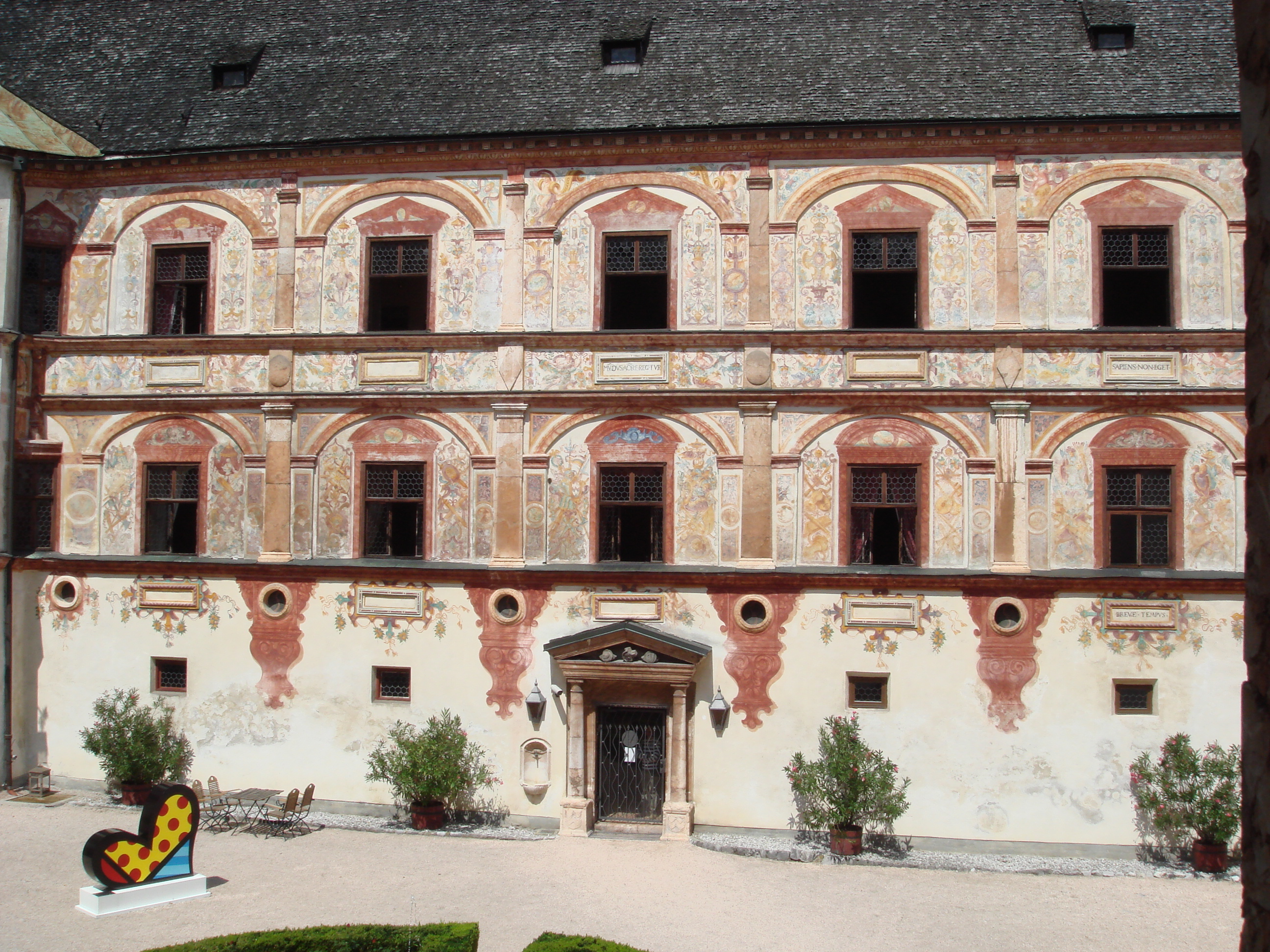
Wall of courtyard

Lâu đài Tratzberg là một lâu đài nằm trên một sườn núi dốc đứng trên Jenbach ở vùng Tyrol của Áo. Đây là một ví dụ tuyệt vời về kiến trúc cung điện điển hình cho các phần núi cao của Đế chế La Mã thần thánh trong thời kỳ cuối gothic và đầu thời Phục hưng. Lâu đài được xây dựng theo hình thức hiện tại vào năm 1500 chủ yếu bởi anh em Veit-Jakob và Simon Tänzl. Ngày nay, lâu đài Tratzberg được sở hữu và có người ở bởi Bá tước Ulrich Goëss-Enzenberg và vợ Katrin Goëss-Enzenberg. Tratzberg cũng là một trong những lâu đài được bảo quản tốt nhất ở Áo, có nhiều đồ đạc và phụ kiện nguyên bản.

## Lịch sử
Lịch sử ban đầu của lâu đài gắn với tên tuổi anh em nhà Tänzel, xuất thân là những người bình thường, từ việc phát hiện và sở hữu mỏ bạc ở Schwaz đã phất lên trở thành quý tộc giàu vào năm 1502. Trong vòng 8 năm, bắt đầu từ 1500 tổ hợp bốn tầng bốn tầng với sân trong và tháp cầu thang, cổng và cung điện, cột, bệ cửa sổ và lò sưởi bằng đá cẩm thạch Hagauer đã được xây dựng. Cánh phía bắc vẫn còn dang dở để hoàn thành sau này. Lâu đài được bán bởi những người thừa kế của anh em nhà Tänzl vào năm 1553. Chủ sở hữu tiếp theo, hiệp sĩ Augsburg Georg von Ilsung đã hoàn thành cánh phía bắc và cũng là sân trong nổi bật bức tranh mặt tiền bắt nguồn từ thời đại này. Ông và gia đình sở hữu lâu đài trong nửa sau của thế kỷ 16 và thêm tên lâu đài vào tên của gia đình họ. Con gái Georg von Ilsungs kết hôn với Jakob III Fugger. Gia đình thương gia giàu có Augsburg Fugger cũng tham gia sâu vào các doanh nghiệp khai thác đồng và bạc địa phương và thừa kế lâu đài vào năm 1589.
Trong thế kỷ 17 và 18, lâu đài đã trải qua nhiều thay đổi về quyền sở hữu và thuộc sở hữu của các gia đình quý tộc Stauber-Imhof, Von der Halden và Josef Ignaz Reichsfreiherren (Nam tước của Đế chế) Tannenberg. Năm 1809, trong các cuộc chiến tranh của Napoléon, binh lính xứ Bavaria đã cướp phá phần vũ khí và phá hủy đồ đạc.
Năm 1847, lâu đài được gia đình Enzenberg mua lại bằng quyền thừa kế. Họ quyết định khôi phục lại lâu đài và biến nó thành nơi ở chính của họ. Lâu đài hiện đang được sở hữu bởi Bá tước Ulrich Goëss-Enzenberg và vợ Katrin Goëss-Enzenberg, họ đã phục hồi lâu đài và mở lâu đài cho du khách phục vụ du lịch.

## Nội thất
Lâu đài có nhiều phòng như phòng khách nữ, hội trường hoàng gia, phòng ăn, nhà nguyện, phòng chứa vũ khí và ngày nay trở thanh nơi sưu tập vũ khí.